# Kilian Nikiema
Kilian Nikiema (22 juni 2003) is een Burkinees-Nederlands voetballer die als doelman speelt. Hij komt uit voor ADO Den Haag en het Burkinees voetbalelftal.

## Carrière
Kilian Nikiema speelde tot 2016 in de jeugd van Voorschoten '97. Sinds 2016 speelt hij in de jeugd van ADO Den Haag, waar hij in 2019 een contract tot medio 2022 tekende.

### ADO Den Haag
Op 12 mei 2023, in de laatste thuiswedstrijd van het seizoen 2022/23, maakte Nikiema zijn debuut in het betaald voetbal. Dit was in de thuiswedstrijd tegen FC Dordrecht (2-2).
In het seizoen 2023/24 was Nikiema tijdelijk eerste keeper van ADO Den Haag, door een blessure van eerste doelman Hugo Wentges. Nikiema speelde 12 wedstrijden en werd opgeroepen voor de Afrika Cup 2023. Hierna werd hij gepasseerd en keepte hij het seizoen geen wedstrijd meer in de competitie.
In het seizoen 2024/25 passeerde hij Tim Coremans en werd weer eerste keeper.

## Interlandcarrière
Nikiema is de zoon van een Burkinese vader en een Nederlandse moeder. Zodoende speelde hij van 2017 tot 2018 voor Nederlandse vertegenwoordigende jeugdelftallen, en kon hij ook in 2019 voor het Burkinees voetbalelftal geselecteerd worden. Hij debuteerde voor Burkina Faso op 4 september 2019, in de met 1-0 gewonnen vriendschappelijke wedstrijd tegen Libië. Hij begon in de basis, en hield de hele wedstrijd de nul.
| Interlands van Kilian Nikiema voor Burkina Faso | Interlands van Kilian Nikiema voor Burkina Faso | Interlands van Kilian Nikiema voor Burkina Faso | Interlands van Kilian Nikiema voor Burkina Faso | Interlands van Kilian Nikiema voor Burkina Faso | Interlands van Kilian Nikiema voor Burkina Faso | Interlands van Kilian Nikiema voor Burkina Faso |
| №                                               | Datum                                           | Wedstrijd                                       | Uitslag                                         | Soort wedstrijd                                 | Doelpunten                                      |                                                 |
| Als speler bij ADO Den Haag                     | Als speler bij ADO Den Haag                     | Als speler bij ADO Den Haag                     | Als speler bij ADO Den Haag                     | Als speler bij ADO Den Haag                     | Als speler bij ADO Den Haag                     | Als speler bij ADO Den Haag                     |
| ----------------------------------------------- | ----------------------------------------------- | ----------------------------------------------- | ----------------------------------------------- | ----------------------------------------------- | ----------------------------------------------- | ----------------------------------------------- |
| 1.                                              | 4 september 2019                                | Burkina Faso – Libië                            | 1 – 0                                           | Vriendschappelijk                               | 0                                               |                                                 |

1 Wentges ·
2 Van der Sloot ·
4 Waem ·
5 Sylla ·
6 Sürmeli ·
7 Van Mieghem ·
8 Vlak ·
9 Bonis ·
10 Schalk  ·
11 Rottier ·
12 Hämäläinen ·
15 Hokke ·
16 De Bruin ·
17 Mohammad ·
18 Peupion ·
19 Reischl ·
22 Lourens ·
23 Nikiema ·
24 Heesen ·
25 Kilo ·
26 De Ruijter ·
28 Coremans ·
29 Van de Riet ·
30 Brandt ·
31 Geoffery ·
32 Houwaart ·
33 Dijkhuizen ·
34 Does ·
35 Maasland ·
36 Boakye ·
37 Payne ·
45 Tomas ·
Coach: Kalezić
· Assistent-coach: Schwiebbe
· Assistent-coach: Vrede
· Keeperstrainer: Hisso